# Brussels Studentengenootschap
Het Brussels Studentengenootschap, kortweg: BSG, is het overkoepelend studentenorgaan aan de Vrije Universiteit Brussel. Het is belast met de verdediging van hun materiële en morele belangen van de studentenverenigingen aan de VUB en vertegenwoordigt ze ten overstaan van de academische overheid. Het BSG omkadert alle door de Studentenraad erkende studentenkringen aan de VUB, waarvan het onder andere de activiteiten in de BSG Feestzaal en de aula's coördineert.
Samen met ACE, haar tegenhanger aan de ULB, organiseert het Brussels Studentengenootschap jaarlijks Sint-Verhaegen.

## Geschiedenis
In mei 1856 werd aan de ULB onder de naam "Nederduitsch Taalminnend Genootschap Schild en Vriend" de eerste Vlaamse studentenkring opgericht. Oprichters waren onder andere Alfons Willems en Alfons van Camp. Deze beweging leunde nauw aan bij de Gentse studentenvereniging "'t Zal Wel Gaan".
Na enkele jaren van stille werking verdween het Nederduitsch Taalminnend Genootschap en waren er enkele decennia waar de ULB studenten het zonder (actieve) Vlaamse studentenkring moesten stellen. In de periode rond 1880 werden verschillende verenigingen opgericht. De Vrijzinnige Studentenkring (1870), een heropgericht Taalminnend Genootschap (1880) etc. Op 16 december 1880 werd dan de Vlaamschen Studentenkring van Brussel opgericht die later zou worden hernoemd tot "Vlaamschen Vooruitstrevende Studentenkring Brussel". Het was deze kring die voor het eerst de spreuk "Geen Taal Geen Vrijheid" gebruikte. Deze vereniging had voornamelijk taalpolitieke doelstellingen op de ULB campus maar ook in een breder maatschappelijk kader. Na enkele jaren van grote bloei waarbij GTGV werd aangezien als een echte drukkingsgroep kwam er in het begin van de 20e eeuw een lichte verzwakking van de vereniging. Tegen die tijd waren ook al een aantal andere Nederlandstalige organisaties actief op de ULB. De Eerste Wereldoorlog zorgde voor de finale doodsteek.
Pas tegen de jaren 30 was er weer een actieve Vlaamse studentenvereniging aan de ULB. Tegen die tijd waren een aantal politieke eisen van GTGV al ingewilligd en was de politiek niet langer ongevoelig voor Vlaamse politieke eisen. De Vlaamse groepering rond onder andere Willy Weemaes en Willem Verougstraete begon de naam GTGV opnieuw te gebruiken voor hun vereniging. Op de ULB werden in die tijd al enkele cursussen gedoceerd in het Nederlands en was het vanaf 1935 zelfs mogelijk een doctoraat in de rechten te bekomen in het Nederlands.
Anders dan bij Wereldoorlog I kende GTGV geen problemen na de Wereldoorlog II en dus konden met het openen van de universiteit ook de activiteiten hervat worden. De jaren 50 van de twintigste eeuw zorgden voor een snelle evolutie in de ontdubbeling van de leerstoelen op de ULB (onder meer door de invloed van de schoolstrijd die op dat moment woedde). Het is ook rond deze tijd dat de naam "Brussels Studentengenootschap" tot stand kwam.
Na de splitsing van de ULB en de oprichting van de VUB nam het BSG een overkoepelend karakter aan (in tegenstelling tot het eerder politiek/actie voerend karakter). Het BSG werd de vereniging die in de eerste plaats de belangen behartigt van de aangesloten verenigingen en is op de VUB de spreekbuis van kringen naar het universiteitsbestuur toe.
De officiële spreekbuis van de studenten is de Studentenraad Vrije Universiteit Brussel. Het BSG zetelt in deze raad met raadgevende stem en vertegenwoordigt de studentenkringen. Hoewel enkel de Studentenraad aangesloten is bij de Vlaamse Vereniging van Studenten VVS, is het de gewoonte dat het BSG een bestuurslid afvaardigt om, samen met de Studentenraad, de spreukbuis te zijn voor de VUB-student naar de overheden toe.

## Aangesloten kringen
Regionale kringen
- Hesbania
- Antverpia
- Kinneke Baba
- Limburgia
- West-Vlaamse Universitaire Kring
- Kring der Brusselse & Brabantse Studenten
- Vrijzinnige Studentenkring Mechelen
- Westland

Facultaire kringen
- Farmaceutische Kring
- Geneeskundige Kring
- Infogroep
- KEPS
- LWK
- Mesacosa
- Perskring
- Polytechnische Kring
- Psycho-Ped'agogische Kring
- $olvay Kring
- Vlaams Rechtsgenootschap
- Westland
- Wetenschappelijke Kring
- Biotecho
- Bru: tecture

Overige kringen
- SWAMP
- BierKultuur
- Liberaal Vlaams Studentenverbond Brussel